# 俞介
俞介（1497年—1577年），字仲和，浙江紹興府餘姚縣人，匠籍，明朝政治人物。

## 生平
嘉靖七年（1528年）戊子科浙江鄉試第四名舉人。嘉靖二十三年（1544年）中式甲辰科會試第十一名，登第三甲第二十五名進士。官福建長樂縣知縣。

## 家族
曾祖俞固禎，壽官；祖父俞欽；父俞瀾（1475年-1541年），德化知縣。母徐氏。慈侍下。弟俞仝。